# 苍梧引
〈苍梧引〉，古琴曲。相传娥皇和女英思舜而作也。，

## 相关琴谱
《文会堂琴谱》、《伯牙心法》、《徽言秘旨》、《琴谱合璧》、《太音希聲》等琴谱收录了此琴曲。

## 解題
《伯牙心法》：「按是曲，娥皇、女英思舜而作也。昔帝南狩，崩于蒼梧之野，因葬焉。當時二妃，追思痛咽。灑淚叢筠，斑斑血點，千古遺恨在矣。楚詞而下，代有咏歌，孟東野所謂南廵竟不還，二妃怨愈積，其悲也，至矣。夫以怨慕之心，洩爲雅韻，援雲和之材，擬入氷絃，其情有不與聲俱溢者乎，聽之，令人歔欷三嘆而不已，寧非湘靈鍾感之所致耶。」